# Giải BAFTA lần thứ 15
Giải BAFTA lần thứ 15, được trao bởi Viện Hàn lâm Nghệ thuật Điện ảnh và Truyền hình Anh Quốc năm 1962 để tôn vinh những bộ phim xuất sắc nhất năm 1961.

## Chiến thắng và đề cử

### Phim hay nhất
The Hustler  

 Bài ca người lính 
- Apur Sansar
- The Innocents
- The Long and the Short and the Tall
- The Sundowners
- A Taste of Honey
- The Hole
- Whistle Down the Wind
- Judgment at Nuremberg
- Rocco and His Brothers

### Phim Anh hay nhất
A Taste of Honey 
- The Innocents
- The Sundowners
- The Long and the Short and the Tall
- Whistle Down the Wind

### Nam diễn viên nước ngoài xuất sắc nhất
Paul Newman trong The Hustler 
- Vladimir Ivashov trong Bài ca người lính
- Alberto Sordi trong The Best of Enemies
- Montgomery Clift trong Judgment at Nuremberg
- Maximilian Schell trong Judgment at Nuremberg
- Sidney Poitier trong A Raisin in the Sun
- Philippe Leroy trong The Hole

### Nam diễn viên Anh xuất sắc nhất
Peter Finch trong No Love for Johnnie 
- Dirk Bogarde trong Victim

### Nữ diễn viên Anh xuất sắc nhất
Dora Bryan trong A Taste of Honey 
- Deborah Kerr trong The Sundowners
- Hayley Mills trong Whistle Down the Wind

### Nữ diễn viên nước ngoài xuất sắc nhất
Sophia Loren trong Two Women 
- Piper Laurie trong The Hustler
- Claudia McNeil trong A Raisin in the Sun
- Annie Girardot trong Rocco and His Brothers
- Jean Seberg trong Breathless

### Kịch bản Anh hay nhất
The Day the Earth Caught Fire - Wolf Mankowitz và Val Guest 

 A Taste of Honey - Tony Richardson và Shelagh Delaney 

### Phim hoạt hình hay nhất
Một trăm linh một chú chó đốm - Walt Disney 